# Goodwin Knight
Goodwin Knight (sinh ngày 9/12/1896, mất ngày 22/5/1970) là một chính trị gia người Mỹ, là Thống đốc thứ 31 của California từ năm 1953 đến năm 1959.

## Tiểu sử

### Thời trẻ
Goodwin Knight  sinh ra ở Provo, Utah, sau đó gia đình ông chuyển đến Los Angeles khi ông còn là một cậu bé. Bố ông là một kỹ sư thợ mỏ còn ông nội ông là một thẩm phán tại Provo, Utah
Ông học trung học tại Los Angeles. Năm 1919, ông học tại đại học Stanford, nơi ông là thành viên của Stanford Chaparral. Ông cũng từng học tại đại học Cornell và phục vụ Hải quân Hoa Kỳ trong Chiến tranh thế giới thứ nhất

### Sự nghiệp
Goodwin Knight bắt đầu  là một thẩm phán cấp cao tại tòa án tối cao Los Angeles  năm 1935. Ông được tái bổ nhiệm vào năm 1963 và 1942 mà không nhận bất kỳ sự phản đối nào.
Ông bắt đầu sự nghiệp chính trị trong năm 1944, khi ông tiến hành tranh cử vào Thượng viện Hoa Kỳ của với tư cách ứng viên của Đảng Cộng hòa nhưng nhanh chóng bị loại. Tuy nhiên sau đó ông được bầu làm Phó Thống đốc thứ 35 của tiểu bang California để phục vụ dưới quyền Thống đốc Earl Warren vào năm 1946 sau đó tái đắc cử vào năm 1950. Năm 1953 Ông trở thành thống đốc khi Warren từ chức để trở thành trưởng Chánh án Hoa Kỳ và giữ chức vụ này đến tháng 1/1959.

### Cuộc sống cá nhân
Người vợ đầu tiên của ông, Arvilla, chết vì một cơn đau tim vào ngày  29/10/1952, cặp đôi có hai con gái. Sau đó,ông đã kết hôn với Virginia Carlson vào ngày 2/8/1954 tại Los Angeles

### Cái chết
Vào ngày 22/5/1970, Goodwin Knight mất chỉ ba tháng sau khi con gái ông, Carolyn,tự sát.
Đám tang của ông diễn ra tại Sacramento, California và ông được chôn cất tại Rose Hills Memorial Park ở Whittier, California